# JaJuan Johnson
JaJuan Markeis Johnson (Indianapolis, 8 febbraio 1989) è un cestista statunitense, che gioca come ala grande o centro.

## Carriera
JaJuan Johnson ha giocato il quadrienno universitario alla Purdue University: nel suo ultimo anno è stato nominato miglior giocatore e miglior difensore della Big Ten Conference.
È stato quindi selezionato dai New Jersey Nets come 27ª scelta al Draft NBA 2011, per poi essere subito ceduto ai Boston Celtics, in cambio di MarShon Brooks. Ha trovato poco spazio durante la stagione 2011-12, con il suo career-high il 12 febbraio 2012, nella vittoria per 95-91 contro i Chicago Bulls in cui realizzò 12 punti (6/13 da 2), 4 rimbalzi, 2 palle rubate e una stoppata.
Nell'estate 2012 viene ceduto agli Houston Rockets nell'affare che ha portato Courtney Lee a Boston, ma il 29 ottobre seguente, prima dell'inizio del campionato, viene tuttavia tagliato. Ha giocato quindi la D-League 2012-2013, cambiando nel corso della stagione tre squadre: selezionato dai Fort Wayne Mad Ants nel draft, il 28 dicembre 2012 viene ceduto ai Canton Charge in cambio di Luke Harangody, e il 25 febbraio 2013 viene ceduto agli Idaho Stampede.
Il 9 agosto 2013 viene ingaggiato dalla Pistoia Basket, in Serie A, chiudendo la regular season con una media di 14,5 punti, 6,6 rimbalzi e 1,5 stoppate.
Nella stagione 2014-2015, dopo una piccola parentesi in Cina (un mese al Guandong Changsha Bank), ha giocato con il Beşiktaş in TBL, chiudendo l'anno con 11,2 punti di media a partita.
Nel 2015 viene quindi ingaggiato dal Krasnyj Oktjabr', con cui gioca la VTB United League 2015-2016 e l'Eurocup 2015-2016. Il 26 novembre 2015, dopo essersi svincolato, torna in Italia firmando un contratto fino a fine stagione con la Pallacanestro Cantù. Chiude la stagione con 15,1 punti di media e catturando inoltre 8,2 rimbalzi di media a partita. Così il 10 luglio rinnova il contratto anche per la stagione 2016-2017.
L'11 luglio 2018, Johnson firma un contratto con il Lokomotiv Kuban'.
Il 9 luglio 2023, firma un accordo biennale con Brindisi, dove ritrova coach Corbani dopo l'eseperienza di Cantù.

## Statistiche

### College
| Anno      | Squadra             | PG  | PT  | MP   | TC%  | 3P%  | TL%  | RP  | AP  | PRP | SP  | PP   |
| --------- | ------------------- | --- | --- | ---- | ---- | ---- | ---- | --- | --- | --- | --- | ---- |
| 2007-2008 | Purdue Boilermakers | 34  | 17  | 16,6 | 42,1 | 0,0  | 64,9 | 3,1 | 0,3 | 0,4 | 1,0 | 5,4  |
| 2008-2009 | Purdue Boilermakers | 37  | 35  | 26,9 | 54,0 | 0,0  | 73,6 | 5,6 | 0,7 | 0,5 | 2,1 | 13,4 |
| 2009-2010 | Purdue Boilermakers | 35  | 34  | 31,2 | 50,7 | 0,0  | 71,8 | 7,1 | 0,7 | 0,9 | 2,1 | 15,5 |
| 2010-2011 | Purdue Boilermakers | 34  | 33  | 35,4 | 49,4 | 29,4 | 80,9 | 8,6 | 1,0 | 0,9 | 2,3 | 20,5 |
| Carriera  | Carriera            | 140 | 119 | 27,5 | 50,1 | 25,0 | 74,3 | 6,1 | 0,7 | 0,7 | 1,9 | 13,7 |

### NBA

#### Regular Season
| Anno      | Squadra        | PG | PT | MP  | TC%  | 3P% | TL%  | RP  | AP  | PRP | SP  | PP  |
| --------- | -------------- | -- | -- | --- | ---- | --- | ---- | --- | --- | --- | --- | --- |
| 2011-2012 | Boston Celtics | 36 | 0  | 8,3 | 44,6 | -   | 66,7 | 1,6 | 0,2 | 0,1 | 0,4 | 3,2 |
| Carriera  | Carriera       | 36 | 0  | 8,3 | 44,6 | -   | 66,7 | 1,6 | 0,2 | 0,1 | 0,4 | 3,2 |

### G League
| Anno      | Squadra        | PG | PT | MP   | TC%  | 3P% | TL%  | RP  | AP  | PRP | SP  | PP   |
| --------- | -------------- | -- | -- | ---- | ---- | --- | ---- | --- | --- | --- | --- | ---- |
| 2012-2013 | F.W. Mad Ants  | 13 | 13 | 35,0 | 39,7 | 0,0 | 81,1 | 8,9 | 0,6 | 1,3 | 2,2 | 13,2 |
| 2012-2013 | Canton Charge  | 17 | 3  | 21,4 | 44,6 | 0,0 | 75,0 | 5,0 | 0,5 | 0,9 | 1,4 | 8,2  |
| 2012-2013 | Idaho Stampede | 12 | 1  | 13,5 | 53,2 | 0,0 | 78,9 | 1,8 | 0,3 | 0,6 | 0,4 | 6,8  |
| Carriera  | Carriera       | 42 | 17 | 23,3 | 43,7 | 0,0 | 78,4 | 5,3 | 0,5 | 0,9 | 1,4 | 9,4  |

### Eurolega
| Anno      | Squadra       | PG | PT | MP   | TC%  | 3P% | TL%  | RP  | AP  | PRP | SP  | PP  |
| --------- | ------------- | -- | -- | ---- | ---- | --- | ---- | --- | --- | --- | --- | --- |
| 2020-2021 | Bayern Monaco | 38 | 21 | 14,2 | 46,0 | 0,0 | 78,1 | 2,9 | 0,3 | 0,4 | 0,4 | 4,3 |
| Carriera  | Carriera      | 38 | 21 | 14,2 | 46,0 | 0,0 | 78,1 | 2,9 | 0,3 | 0,4 | 0,4 | 4,3 |

### Eurocup
| Anno       | Squadra          | PG | PT | MP   | TC%  | 3P%  | TL%  | RP  | AP  | PRP | SP  | PP   |
| ---------- | ---------------- | -- | -- | ---- | ---- | ---- | ---- | --- | --- | --- | --- | ---- |
| 2014-2015  | Beşiktaş         | 16 | 14 | 29,0 | 49,2 | 29,2 | 71,7 | 5,8 | 1,2 | 1,2 | 1,4 | 14,1 |
| 2015-2016  | Krasnyj Oktjabr' | 6  | 6  | 33,8 | 47,3 | 25,0 | 85,7 | 8,2 | 0,8 | 0,3 | 0,8 | 18,0 |
| 2017-2018† | Darüşşafaka      | 21 | 18 | 31,6 | 50,9 | 30,6 | 75,4 | 6,3 | 1,0 | 0,6 | 1,6 | 13,9 |
| 2018-2019  | Lokomotiv Kuban' | 19 | 15 | 24,0 | 43,1 | 13,3 | 81,6 | 5,0 | 0,8 | 0,4 | 0,5 | 9,3  |
| 2021-2022  | Türk Telekom     | 16 | 15 | 25,5 | 50,0 | 50,0 | 75,0 | 5,4 | 0,4 | 0,4 | 1,1 | 12,5 |
| Carriera   | Carriera         | 78 | 68 | 28,1 | 48,4 | 26,9 | 76,8 | 5,8 | 0,8 | 0,6 | 1,1 | 12,9 |

## Palmarès

### Squadra
- Coppa di Germania: 1

Bayern Monaco: 2020-21
- Eurocup: 1

Darüşşafaka: 2017-18

### Individuale
- All-Eurocup Second Team: 1

Darüşşafaka: 2017-18